# Ácora
Ácora es una localidad peruana capital del distrito homónimo ubicado en la provincia de Puno en el departamento de Puno. Se encuentra a una altitud de 3848 m s.n.m. Tenía 22 961 hab. según el censo de 2017. Está ubicada a 33km de la ciudad de Puno.
La plaza de San Pedro de Ácora fue declarado monumento histórico del Perú el 23 de julio de 1980 mediante el R.M.N° 0928-80-ED.

## Historia
A  finales del siglo XVIII (1700), en el catálogo de la colección Mata Linares, en su tomo XIV, se informa de la "razon de los pueblos, parcialidades, ayllus, anejos (anexos), haciendas, estancias y trapiches de que se compone el repartimiento de Ácora y Pomata del partido de Chucuito de 1796" Además de documentos varios sobre la revisita del partido de Chucuito, provincia de Puno de 1787.
En 1826, Heinrich Witt, en su diario y observaciones sobre el Perú, llega a Ácora y anota que para entonces el cura de la parroquia era el padre Núñez y que el subprefecto de Puno, el señor Urbina, vivía en Ácora, informando que habían algo más de 9500 almas, 1500 en el pueblo urbano y 8000 en sus comunidades.

## Geografía
Ácora está ubicada en el altiplano peruano, a una altitud de 3867 m s. n. m. a orillas del Lago Titicaca al sur de la ciudad de Puno, se encuentra a 33 km de la capital de Puno, por la Carretera Puno – Desaguadero, tomando la carretera al Distrito de Chucuito, pasando por el Distrito de Platería, finalmente se llega al Distrito.
El distrito de Ácora es uno de los 15 distritos de la provincia de Puno, las cuales son: Acora, Amantaní, Atuncolla, Capachica, Chucuito, Coata, Huata, Mañazo, Paucarcolla, Pichacani, Platería, Puno, San Antonio, Tiquillaca, Vilque.
Colinda por el Norte con el Distrito de Pichacani y Platería, por el Sur con la Provincia de El Collao (distritos de Ilave, Condoriri y Santa Rosa. por el Este con el Lago Titicaca y la República de Bolivia, por el Oeste con los Departamentos de Tacna y Moquegua.

## Monumentos Lugares de interés
Ácora tiene los siguientes atractivos turísticos:

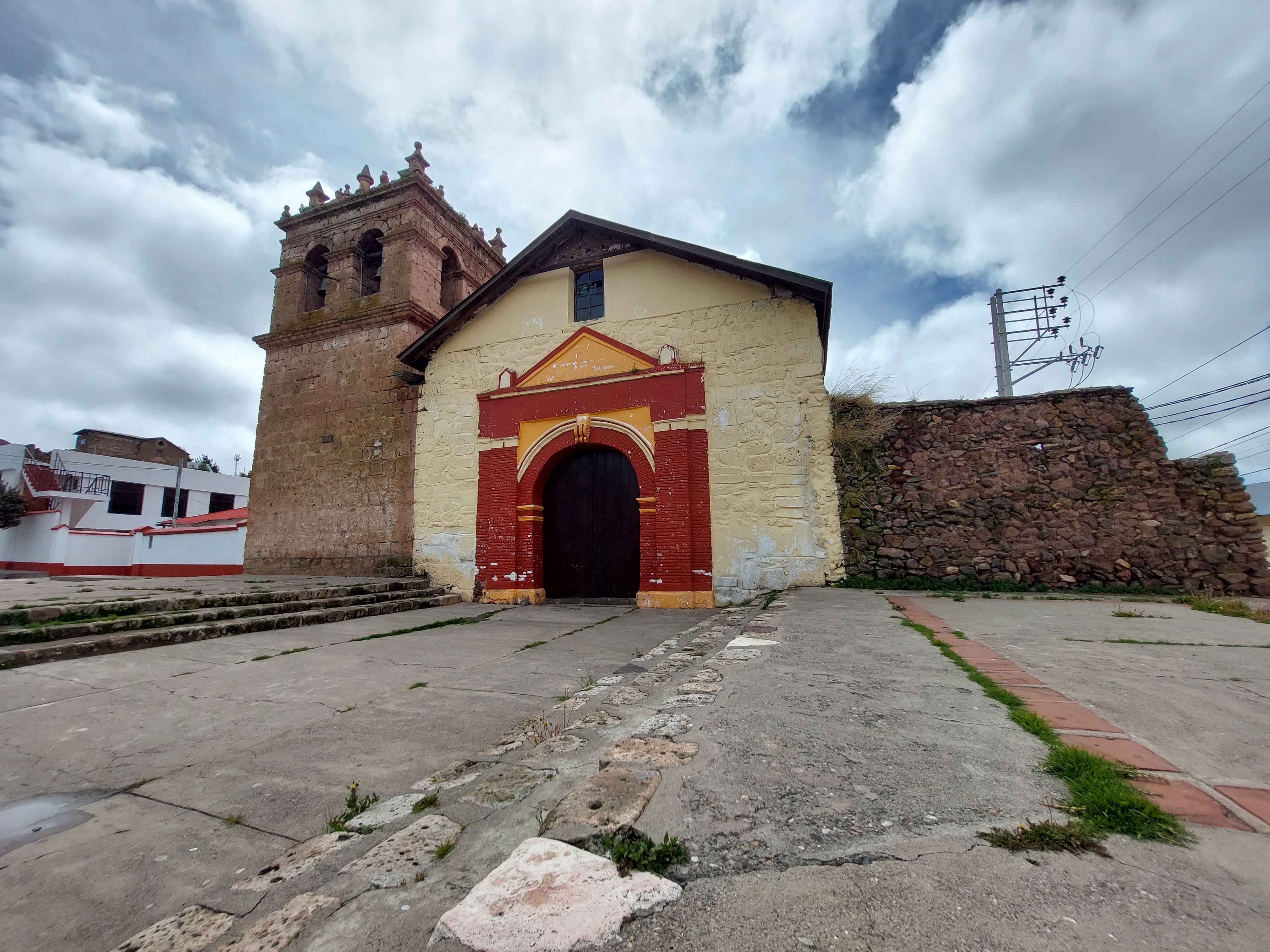
Templo San Juan Evangelista

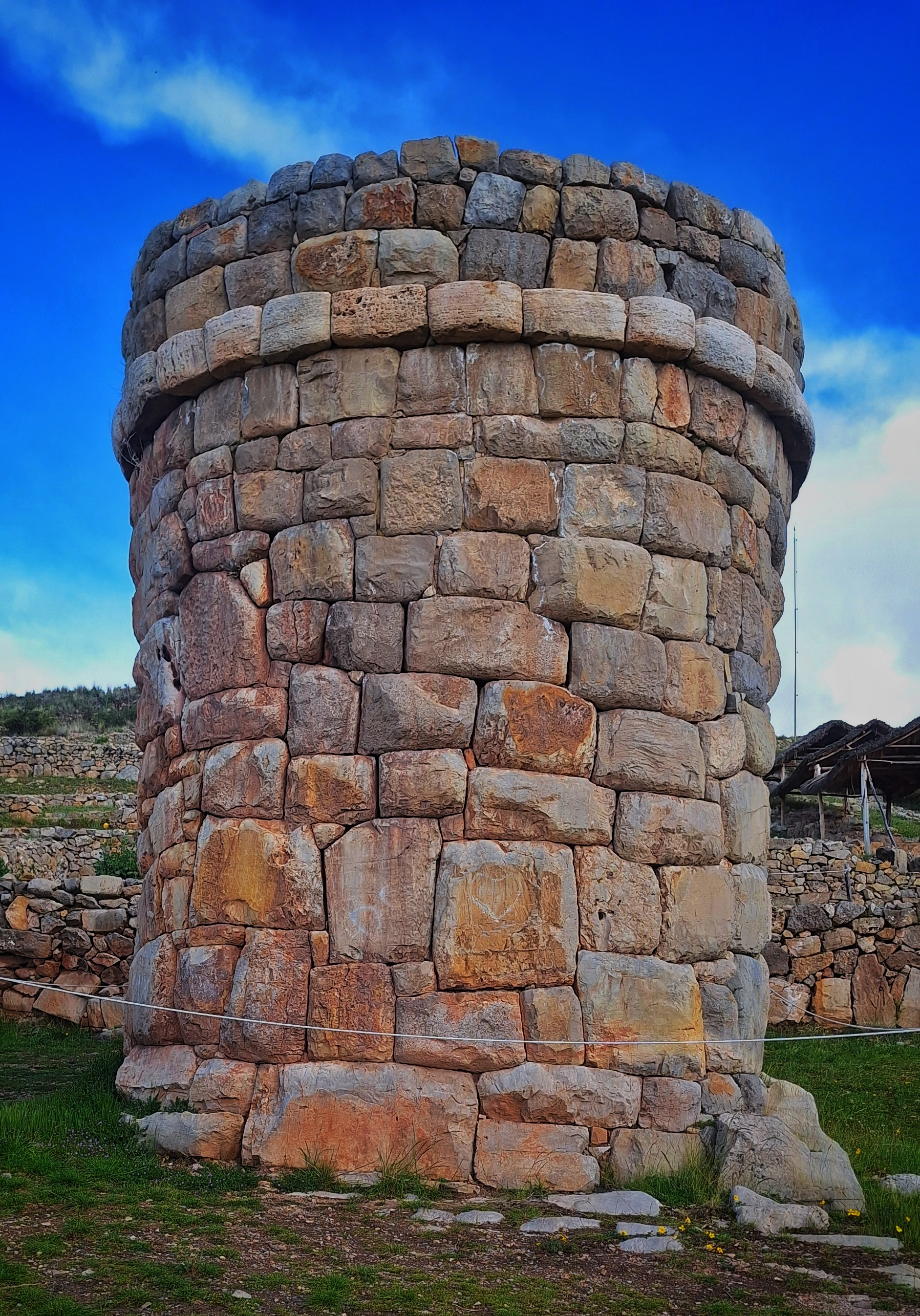
Chulpa de Molloco

- Templo de San Pedro[5]
- Templo de San Juan
- Chullpas de Mollocko[6]
- Castillo del Titicaca
- Playas de Villa Socca
- Fortaleza de Kenko[7]
- Waru Waru[8]

## Economía
La economía de Ácora se basa en la agricultura, ganadería y la producción forestal, En diciembre de 2020, los principales cultivos en base a la superficie sembrada en Acora fueron Cebada Forrajera (790 ha), Avena Forrajera (142 ha), Papa (Agrupa Mejoradas y Nativas) (120 ha) y Alfalfa (50 ha).

## Cultura
Ácora, es conocida como la Capital del folclore aymara, tienen participación en la Festividad Virgen de la Candelaria, se presentan conjuntos afiliados a la Federeción Regional y Folclore y Cultura de Puno. En el año 2016, el Ministerio de Cultura declaró como Patrimonio Cultural de la Nación a la música y danza Los Chacareros, Lawa K’umus o Chacareros-Lawa K’umus que se practica en el distrito de Ácora y algunos pueblos del distrito de Platería, en la provincia y región Puno.

Según la Resolución Viceministerial Nª 037-2026-VMPCIC-MC, de fecha 23 de abril de 2016, en el Diario Oficial El Peruano, este reconocimiento textualmente responde a que:
 "Esta manifestación cultural constituye un complejo cultural que designa a la forma danzaria, al instrumento musical acompañante y a su estilo de interpretación, constituyéndose como una manifestación de los profundos vínculos que entrelazan las expresiones artísticas con prácticas rituales de manejo y control de tierras, y un sentido de veneración y respeto por la naturaleza que viene de una cosmovisión propia de la cultura aymara, heredada del antiguo pueblo Lupaca.
La danza chacareros o lawa k’umus es de carácter fundamentalmente agrícola, ligado con el cuidado ritual de las chacras o campos de cultivo. En ese sentido, su práctica se da en el contexto de las celebraciones del carnaval aymara o anata entre los meses de febrero y marzo, coincidiendo con el florecimiento de las primeras cosechas de papa."

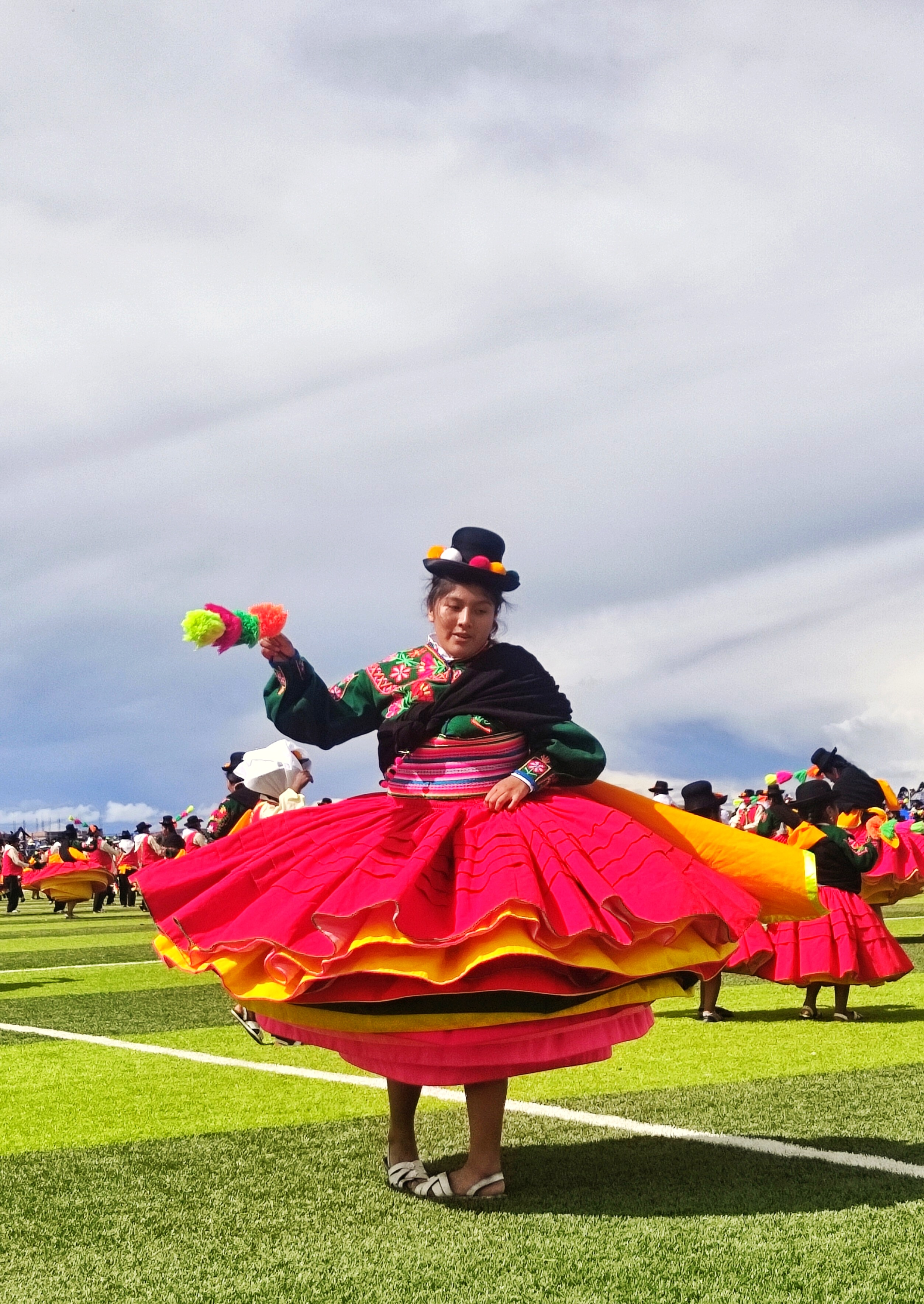
Traje de Chacareros,Ácora

Su representación cumple un rol particularmente significativo la fecha de lunes carnaval acompañando el ritual familiar del “jatha katu”, en el que se “asegura” o “atrapa” simbólicamente las semillas para la siguiente campaña de siembra y se agradece a la madre tierra, propiciando la abundancia de las cosechas. 
En base a consultas directas con los portadores y testimonios recogidos en trabajos de investigación, la fecha en que se lleva a cabo este ritual puede variar entre el sábado y el miércoles de la semana de carnavales. Del mismo modo, se encontró información sobre el uso musical de los lawa k’umus a inicios de enero en la comunidad campesina de Titilaca, como parte de rituales desarrollados con el fin de prevenir heladas y granizadas.

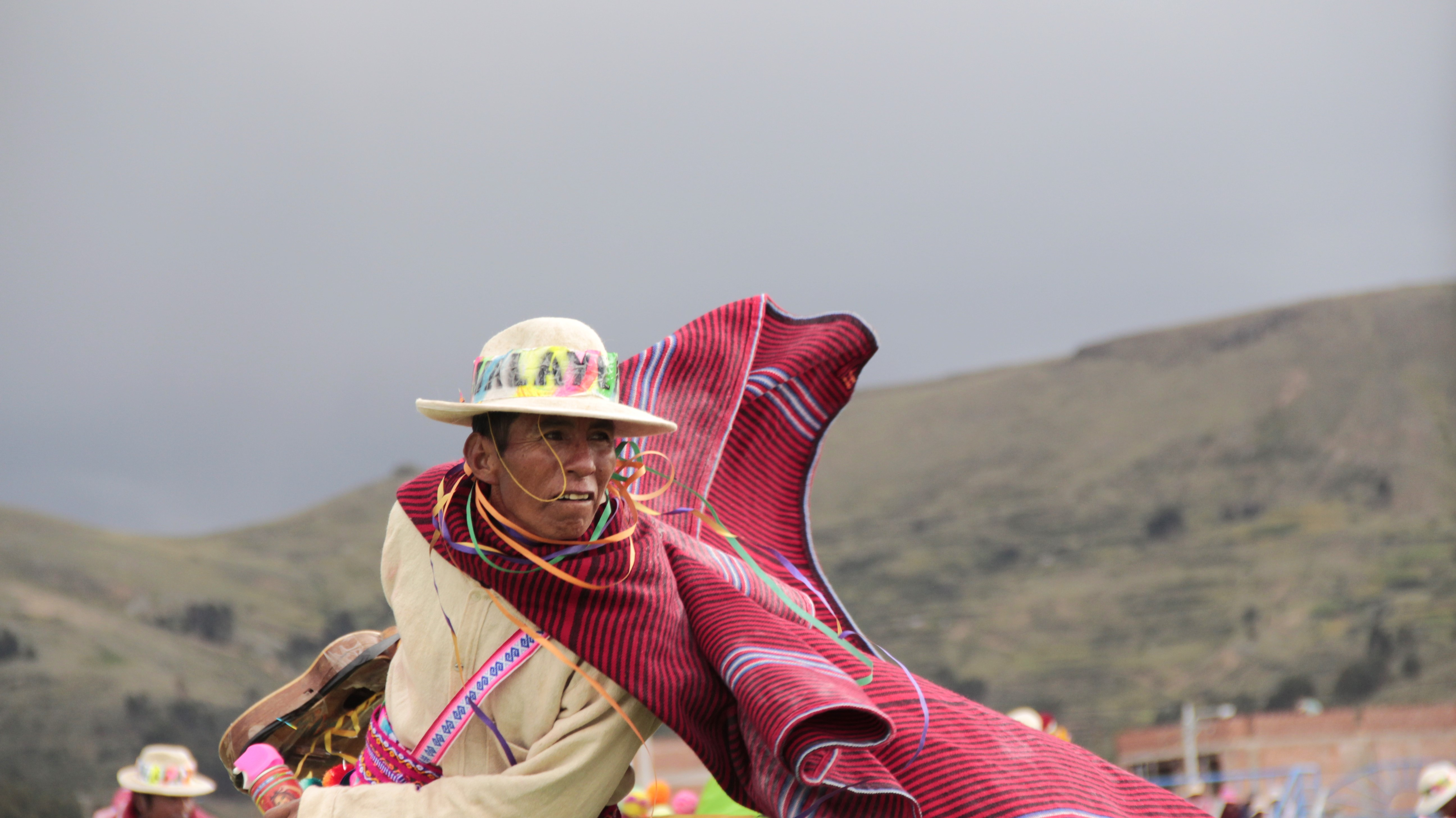
Jach'a Anata Punchawi. Ácora

El “jatha katu” es un ritual celebrado por el pueblo aymara en el ámbito altiplánico, consistente en la visita por parte de las familias a sus parcelas recién florecidas de papa. Se acompañan con la música de los chacareros o lawa k’umus interpretada por los varones de la familia, mientras que las mujeres avanzan danzando y cantando al ritmo de la música. Ya en el campo se procede a rodear la parcela y hacer la ch’alla, rociando la tierra con vino, aguardiente, pétalos de flores y serpentina, mientras que la música de los lawa k’umus sigue sonando. 
Luego de esto se retira la primera mata de papas, limpiándola y colocando los tubérculos en una manta donde se vuelve a hacer la ch’alla. Posteriormente, los músicos de lawa k’umus se van juntando para visitar la casa de los alferados del carnaval. Aquí reciben atenciones en la forma de comida, bebida, adornos florales y serpentinas, para luego acompañar otros momentos rituales que forman parte de las celebraciones de la anata o carnaval, y que finalizan con el kacharpary. La mayoría de testimonios y relatos de tradición oral recogidos por el expediente evaluado por el Ministerio de Cultura se remiten a dos correlatos para explicar el origen de la expresión. Por un lado se la vincula con el antiguo señorío aymara Lupaqa de la cuenca sur-occidental del lago Titicaca, del cual Ácora habría formado parte junto con otras cabeceras de provincia o pueblos principales como Chucuito, Juli, Ilave, Pomata, Yunguyo y Zepita, adjudicándole un origen ancestral. 
Por otro se señala que la matriz cultural de los chacareros o lawa k’umus se localizó en donde actualmente se ubica el centro poblado de Santa Rosa de Yanaque junto a sus anexos y parcialidades, que anteriormente pertenecieron al ámbito territorial del denominado ayllu qullana surupa en Ácora, y donde actualmente residen los maestros constructores del instrumento musical denominado lawa k’umu.

## Clima
El clima de Ácora en la zona media es frío, templado y húmedo; en la zona alta y cordillera predomina un clima frío intendo y seco; la zona del lago posee un clima templado húmedo a frío, presentando condiciones micro climáticas muy favorables para el desarrollo de la actividad agrícola.
| Parámetros climáticos promedio de Culta | Parámetros climáticos promedio de Culta | Parámetros climáticos promedio de Culta | Parámetros climáticos promedio de Culta | Parámetros climáticos promedio de Culta | Parámetros climáticos promedio de Culta | Parámetros climáticos promedio de Culta | Parámetros climáticos promedio de Culta | Parámetros climáticos promedio de Culta | Parámetros climáticos promedio de Culta | Parámetros climáticos promedio de Culta | Parámetros climáticos promedio de Culta | Parámetros climáticos promedio de Culta | Parámetros climáticos promedio de Culta |
| Mes                                     | Ene.                                    | Feb.                                    | Mar.                                    | Abr.                                    | May.                                    | Jun.                                    | Jul.                                    | Ago.                                    | Sep.                                    | Oct.                                    | Nov.                                    | Dic.                                    | Anual                                   |
| --------------------------------------- | --------------------------------------- | --------------------------------------- | --------------------------------------- | --------------------------------------- | --------------------------------------- | --------------------------------------- | --------------------------------------- | --------------------------------------- | --------------------------------------- | --------------------------------------- | --------------------------------------- | --------------------------------------- | --------------------------------------- |
| Temp. media (°C)                        | 9.7                                     | 9.6                                     | 9.2                                     | 8.7                                     | 7.6                                     | 6.4                                     | 6.3                                     | 7.1                                     | 8.2                                     | 9.4                                     | 9.7                                     | 9.7                                     | 8.5                                     |
| Temp. mín. media (°C)                   | 4.4                                     | 4.7                                     | 4.2                                     | 2.9                                     | 1.2                                     | -0.9                                    | -0.8                                    | -0.3                                    | 1.5                                     | 2.8                                     | 3.3                                     | 4.1                                     | 2.3                                     |
| Fuente: climate-data.org                |                                         |                                         |                                         |                                         |                                         |                                         |                                         |                                         |                                         |                                         |                                         |                                         |                                         |